# Pilumnus
Pilumnus – bóstwo przyrody w mitologii rzymskiej, brat Picumnusa. 
Dbał on o zdrowie i prawidłowy wzrost dzieci. Po narodzinach dziecka starożytni Rzymianie ścielili dodatkowe łóżko, by zapewnić sobie pomoc Pilumnusa. Pilumnusowi miała także zawdzięczać ludzkość umiejętność mielenia ziarna.
Wraz z boginiami Intercidoną i Deverrą bronił domu rodzących kobiet przed szkodliwym bóstwem leśnym Sylwanem.